# Monterrey Challenger 2023
Il Monterrey Challenger 2023, noto come Abierto GNP Seguros per motivi di sponsorizzazione, è stato un torneo maschile di tennis giocato sul cemento. È stata la 13ª edizione del torneo e faceva parte della categoria Challenger 125 nell'ambito dell'ATP Challenger Tour 2023. Si è giocato al Club Sonoma di Monterrey, in Messico, dal 20 al 26 febbraio 2023.

## Partecipanti

### Teste di serie
| Nazionalità | Giocatore           | Ranking* | Testa di serie |
| ----------- | ------------------- | -------- | -------------- |
| Francia     | Adrian Mannarino    | 59       | 1              |
| Ecuador     | Emilio Gómez        | 94       | 2              |
| Stati Uniti | Denis Kudla         | 95       | 3              |
| Germania    | Daniel Altmaier     | 97       | 4              |
| Stati Uniti | Christopher Eubanks | 102      | 5              |
| Portogallo  | Nuno Borges         | 104      | 6              |
| Giappone    | Tarō Daniel         | 106      | 7              |
| Giappone    | Yosuke Watanuki     | 112      | 8              |

* Ranking al 13 febbraio 2023.

### Altri partecipanti
I seguenti giocatori hanno ricevuto una wild card per il tabellone principale:
- Ernesto Escobedo
- Rodrigo Pacheco Méndez
- James Van Deinse

Il seguente giocatore è entrato in tabellone con il ranking protetto:
- Bradley Klahn

I seguenti giocatori sono passati dalle qualificazioni:
- Evan Zhu
- Denis Yevseyev
- Guido Andreozzi
- Bernard Tomić
- Nick Chappell
- Jesse Flores

## Punti e montepremi
| Torneo    | Torneo              | V      | F      | SF    | QF    | 2T    | 1T    | Q | Q2  | Q1  |
| Singolare | Punti               | 125    | 75     | 45    | 25    | 11    | 0     | 5 | 2   | 0   |
| Singolare | Premi in denaro ($) | 21 650 | 12 770 | 7 560 | 4 400 | 2 590 | 1 565 | – | 785 | 395 |
| Doppio    | Punti               | 125    | 75     | 45    | 25    | –     | 0     | – | –   | –   |
| Doppio    | Premi in denaro ($) | 9 350  | 5 440  | 3 250 | 1 930 | –     | 1 080 | – | –   | –   |

## Campioni

### Singolare
Nuno Borges ha sconfitto in finale  Borna Gojo con il punteggio di 6–4, 7–6(6).

### Doppio
André Göransson /  Ben McLachlan hanno sconfitto in finale  Luis David Martínez /  Cristian Rodríguez con il punteggio di 6–3, 6–4.